# Толедо (провінція)
Толедо (ісп. Toledo) — провінція в центральній Іспанії у складі автономного співтовариства Кастилія-Ла-Манча. Адміністративний центр — Толедо.

## Історія
Провінція була створена Королівським указом 30 листопада 1833 року шляхом поділу Толедського королівства.

## Географія
Територія — 15 370 км (8-е місце серед провінцій країни). Толедо межує на півночі з Авілою та Мадридом, на сході — Куенкою, на півдні — із Сьюдад-Реаль, на південному заході — Бадахосом, на заході — Касересом.
Більшість річок провінції належить до басейну Тахо.

## Демографія
Толедо є 48-ою (передостанньою) провінцією в Іспанії, в якій значний відсоток жителів зосереджено в її столиці (12,26%, порівняно з 31,96% для всієї Іспанії), випереджаючи лише провінції Кадіс і Понтеведра.
Найбільшими муніципалітетами провінції є Лос-Єбенес, Консуегра, Лос-Навалусільйос, Корраль-де-Альмагер і Оропеса.
Станом на 2021 рік у провінції — 710 400 мешканців, які проживають у 204 муніципалітетах.